# Witold Płoski
Witold Płoski (ur. 12 grudnia?/24 grudnia 1897 w Aleksandrowsku Sachalińskim, zm. 22 czerwca 1951 w Londynie) – polski inżynier rolnictwa i urzędnik konsularny.

## Życiorys
Syn Edmunda Płoskiego i Marii Zofii Onufrowicz. Absolwent Wydziału Rolniczego Uniwersytetu Jagiellońskiego (1921). We wrześniu 1939 służył w 6 Pułku Artylerii Lekkiej, przez Węgry dostał się do Francji, potem przebywał w Normandii i Wielkiej Brytanii. W 1941 w ambasadzie RP w Związku Radzieckim, potem delegat Ambasady RP w Pietropawłowsku (1941–1942). W 1942 razem z armią Andersa trafił na Bliski Wschód. Uczestniczył w kampanii włoskiej, w tym brał udział w bitwie pod Monte Cassino w stopniu porucznika. Odznaczony Krzyżem Pamiątkowym Monte Cassino nr 21403. 
Po wojnie zamieszkał w Londynie; pochowany na tamtejszym cmentarzu Wandsworth. 